# Batterie fragile
La Batterie fragile est une œuvre développée par l'artiste Yves Chaudouët depuis 2016. Il s'agit d'un kit complet de batterie (fûts, cymbales) fabriqué en porcelaine. Il existe deux versions de l'œuvre : son prototype, qui fait partie de la collection du Frac Nouvelle Aquitaine MÉCA et une version 2 développée pour être jouée par des percussionnistes.

Cette sculpture, conçue initialement pour représenter l'histoire personnelle de l'artiste avec l'instrument, à la manière d'un souvenir, d'un fantôme, ou d'une émanation, s'est progressivement transformée en « oxymore musical », comme la définit le philosophe Pierre Sauvanet[réf. nécessaire]. L'œuvre s'enracine dans les épisodes précédents du travail sonore de Yves Chaudouët, notamment la table musicale conçue pour sa pièce Conférence Concertante, la table de ping-pong de son œuvre La Ronde des Ombelles, etc.

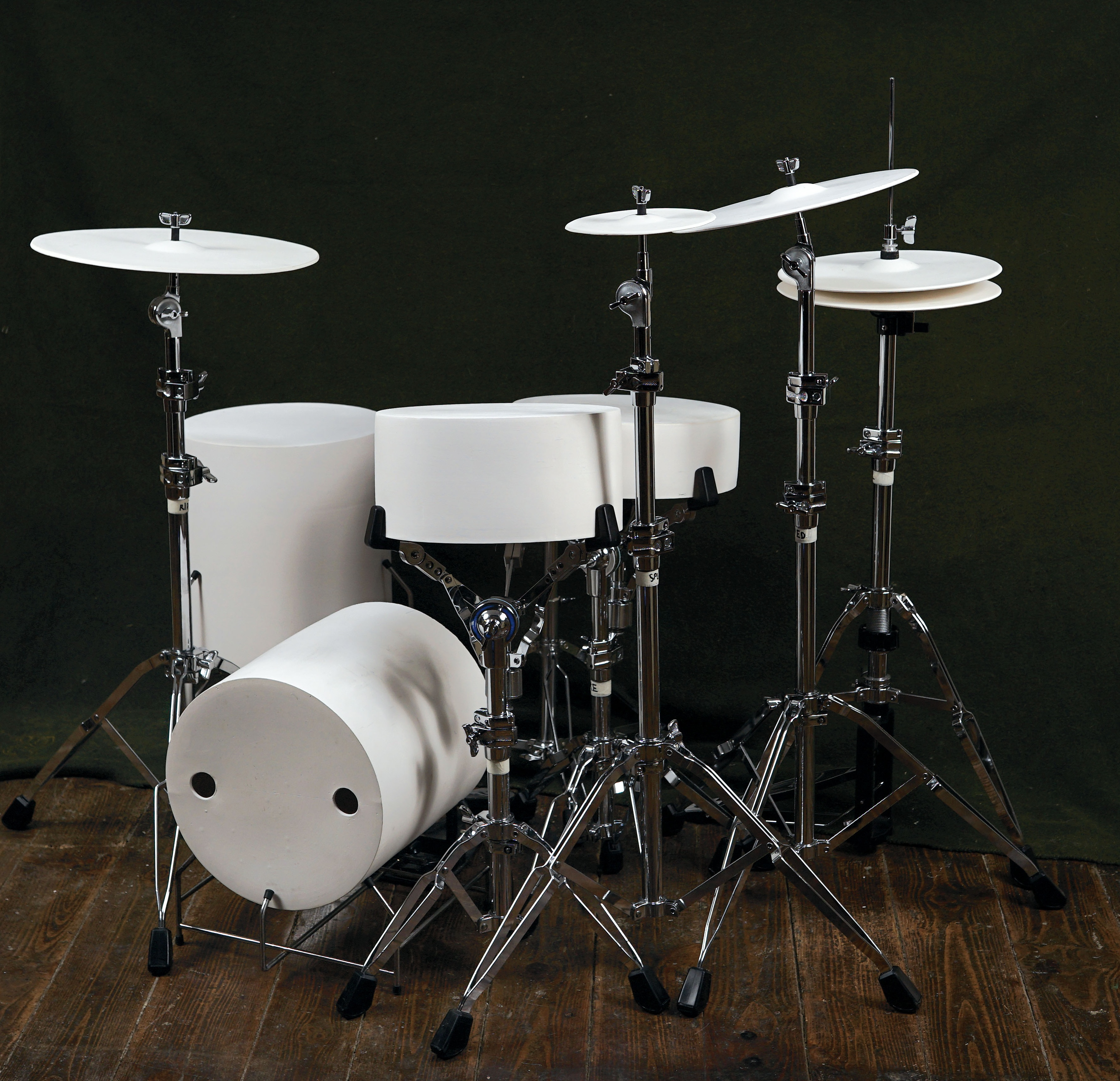
La Batterie fragile

Entre chaque présentation de la sculpture-instrument, elle est améliorée avec le concours de céramistes : Marjorie Thébault, Justine Nicolas (ESAD-Pyrénées), Jessie Derogy, Guy Ménard (ENSAD-Limoges).

## Performances
- 2016 Château de Monbazillac, Exposition personnelle. La Batterie fragile est jouée par Bernard Lubat ; 39ème Hestajada de la Arts, Exposition personnelle. La Batterie fragile est jouée par Fawzi Berger ; Conservatoire de musique de GrandAngoulême[5]. La Batterie fragile est installée sur la scène par deux étudiant·e·s, Justine Nicolas et Loup Meye et Yves Chaudouët. Concert de Bernard Lubat, pendant lequel le son de la porcelaine est enregistré et augmenté en temps réel par Edgar Nicouleau, compositeur et professeur d’électroacoustique ; Ecole supérieure d’art des Pyrénées. Restitution des recherches de l’artiste invité. La Batterie fragile est installée par Justine Nicolas et Loup Meye et Yves Chaudouët, selon le protocole expérimenté au Conservatoire d’Angoulême, puis jouée par Yves Chaudouët et Jim Fauvet, artiste et professeur.
- 2017 L'œuvre est installée à la Galerie Rezdechaussée, Bordeaux pour une exposition personnelle de Yves Chaudouët; Musée des Beaux-arts de Tours, Salle Diane des collections permanentes. La Batterie fragile est jouée par Valentina Magaletti, la batteuse du groupe Tomaga[6], dans le cadre du festival international Super Flux, organisé par le Temps Machine et le Petit Faucheux.
- En 2021, la Batterie fragile fait partie de l'exposition "Batterie étendue", organisée par le Bon accueil aux Ateliers du vent à Rennes[7]. L'œuvre est pour l'occasion activée de nouveau par Valentina Magaletti [8] puis par le musicien tourangeau Tachycardie[9].

- De 2017 à 2024, de nombreux concerts et activations de la Batterie fragile ont lieu, par Valentina Magaletti[10], Sylvain Darrifourcq, Julian Sartorius, Amélie Grould, Aurélien Gignoux, de l'Ensemble Intercontemporain et une résidence de création à l'IRCAM[11].

## Enregistrements
- Deux disques vinyles de l'activation de la Batterie fragile par Valentina Magaletti ont été publiés par le label tourangeau Unjenesaisquoi[12].